# Loituma lány

A Loituma animáció

A Loituma lány (angolul Loituma Girl vagy esetleg Leekspin) egy flash animáció, melyet tradicionális, savói finn népi zene, az Ievan polkka című számra készítettek. A zenét a Loituma együttes szerezte 1995-ben és a Loituma című albumban jelent meg (az USA-ban Things of Beauty néven 1998-ban). Az animáció 2006 áprilisának végén jelent meg az interneten és gyorsan nagy népszerűségre tett szert, kitört a Loituma-láz, mely az együttesnek is nagy sikert hozott.

## Tartalma
Az animáció öt képkockából áll, mely a Bleach című anime második epizódjában látható a 12. és 14. perc között. A szám 27 másodperc hosszú, mely alatt az animáció ismétlődik. A klipben Orihime egy póréhagymát pörget, miközben a többi szereplőhöz beszél. A jelenet egyben egy vicctéma, mely megbélyegzi a karaktert, mivel valami szokatlan és ehetetlen ételt akar főzni: a Bleachben Orihime rémesen főz.

## Népszerűsége
Az animáció népszerűsége a desuchan.net oldalnak köszönhető, a megjelenése után pár nappal oldalak ezrei hivatkoztak erre a linkre, vagy töltötték fel a saját szerverükre. 2006. július 10-én a finn Helsingin Sanomat című lap azt írta, hogy a Loituma lány az együttes népszerűségét is növelte. Az animáció a World of Warcraft rajongói között is hamar népszerűségre tett szert. Mint a legtöbb internetes jelenségnél, itt is számos paródia, feldolgozás készült az animációról.

## Fordítás
- Ez a szócikk részben vagy egészben  a   Loituma Girl című angol Wikipédia-szócikk ezen változatának fordításán alapul.  Az eredeti cikk szerkesztőit annak laptörténete sorolja fel. Ez a jelzés csupán a megfogalmazás eredetét és a szerzői jogokat jelzi, nem szolgál a cikkben szereplő információk forrásmegjelöléseként.

## Külső hivatkozások
- A flash animáció
- The Holly Dolly video
- Leekspin.com Archiválva 2021. április 17-i dátummal a Wayback Machine-ben
- Loituma – “Ievan polkka” (Eva’s polka) 1996